# Kerk van Tjamsweer
De kerk van Tjamsweer is een kerk in de Groningse plaats Tjamsweer in de gemeente Eemsdelta. Zij werd in 1538 gebouwd als vervanger van een eerdere kerk op deze plaats, die in 1536/1537 in brand gestoken werd.

## Beschrijving
De kerk van Tjamsweer is een laatgotische kerk, die in 1538 werd gebouwd, op last van Unico Ripperda, op de fundamenten van zijn verwoeste voorganger. In 1598 en in 1631 vonden er herstelwerkzaamheden plaats. De eveneens in 1538 gebouwde toren stortte in 1748 in en werd in 1776 vervangen door een nieuwe toren. Een gedenksteen in de kerk herinnert aan de nieuwbouw van 1538 en een gedenksteen in de toren aan de herbouw in 1776. De torenklok uit 1678 werd tijdens de Tweede Wereldoorlog door de Duitsers weggehaald, maar kwam na die oorlog, weliswaar beschadigd, weer terug en werd opnieuw gegoten met als nieuwe tekst: Tot Gods eer, roep ik Tjamsweer.
Het protestantse interieur van de kerk dankt zijn karakter aan de verbouwing van 1864. De inrichting van de kerk in die periode werd sterk bepaald door de antikatholieke aprilbeweging van 1853. Ook de herenbanken stammen uit 1864, maar de opzetstukken met de wapens van de families Alberda en Ripperda stammen uit de 18e eeuw.
Het orgel is gemaakt door de orgelbouwer Petrus van Oeckelen en in 1880, twee jaar na zijn dood, voltooid door zijn zoons Cornelis A. en Antonius van Oeckelen. Het heeft een manuaal, tien registers en een aangehangen pedaal. In 1978 voerde de Alkmaarder orgelfirma Vermeulen verbouwingen uit.
Op het kerkhof bij de kerk bevindt zich de in 1883 gebouwde grafkelder van de familie Alberda van Ekenstein. Zowel de kerk als de grafkelder is erkend als rijksmonument.
Langs de kerk loopt het Ds. Syperdapad, genoemd naar Egbert Syperda die hier van 1894 tot 1934 predikant was.

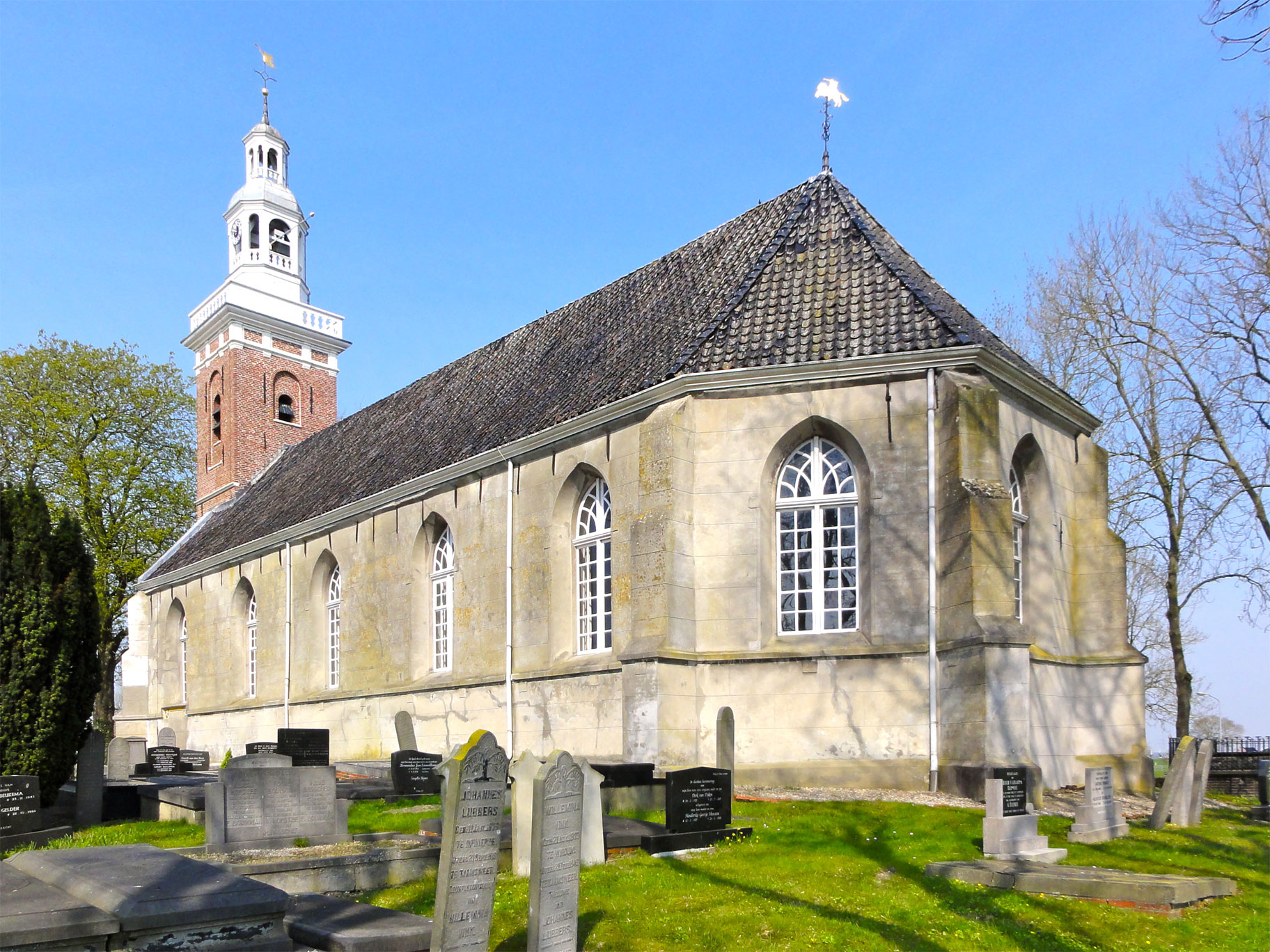
De kerk gezien vanaf de koorzijde
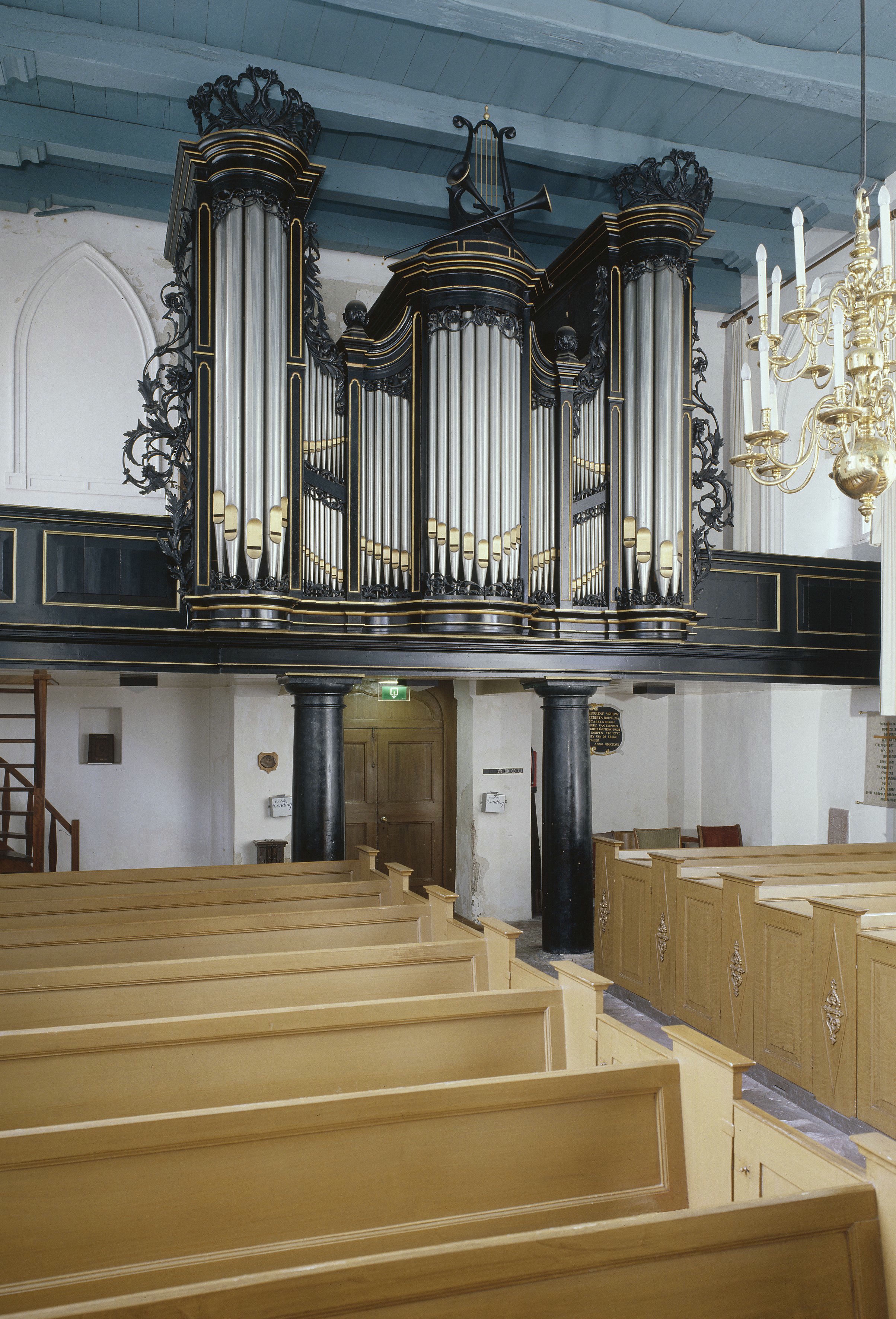
Van Oeckelen-orgel uit 1880
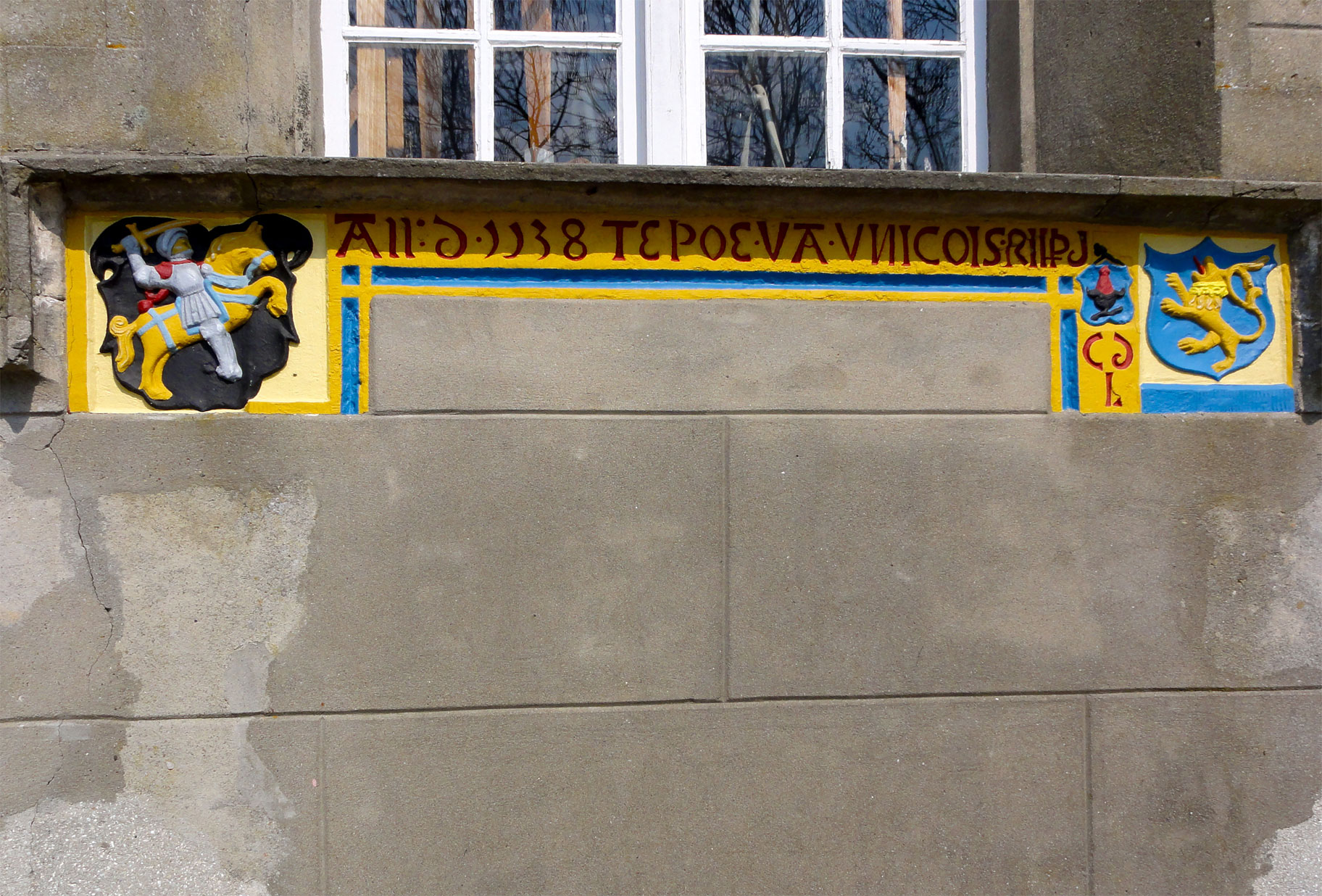
Gedenksteen herbouw van de kerk
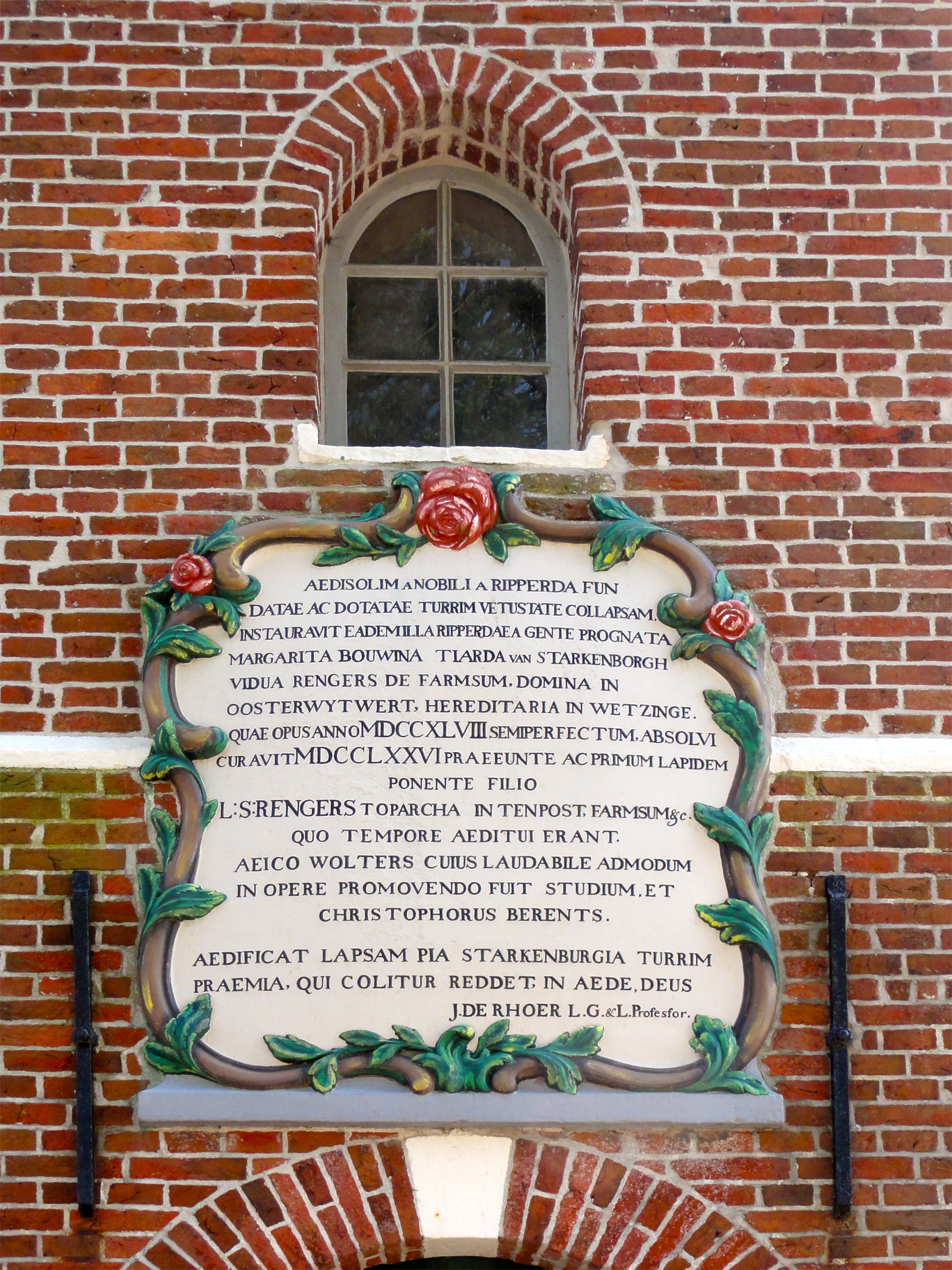
Gedenksteen herbouw van de toren
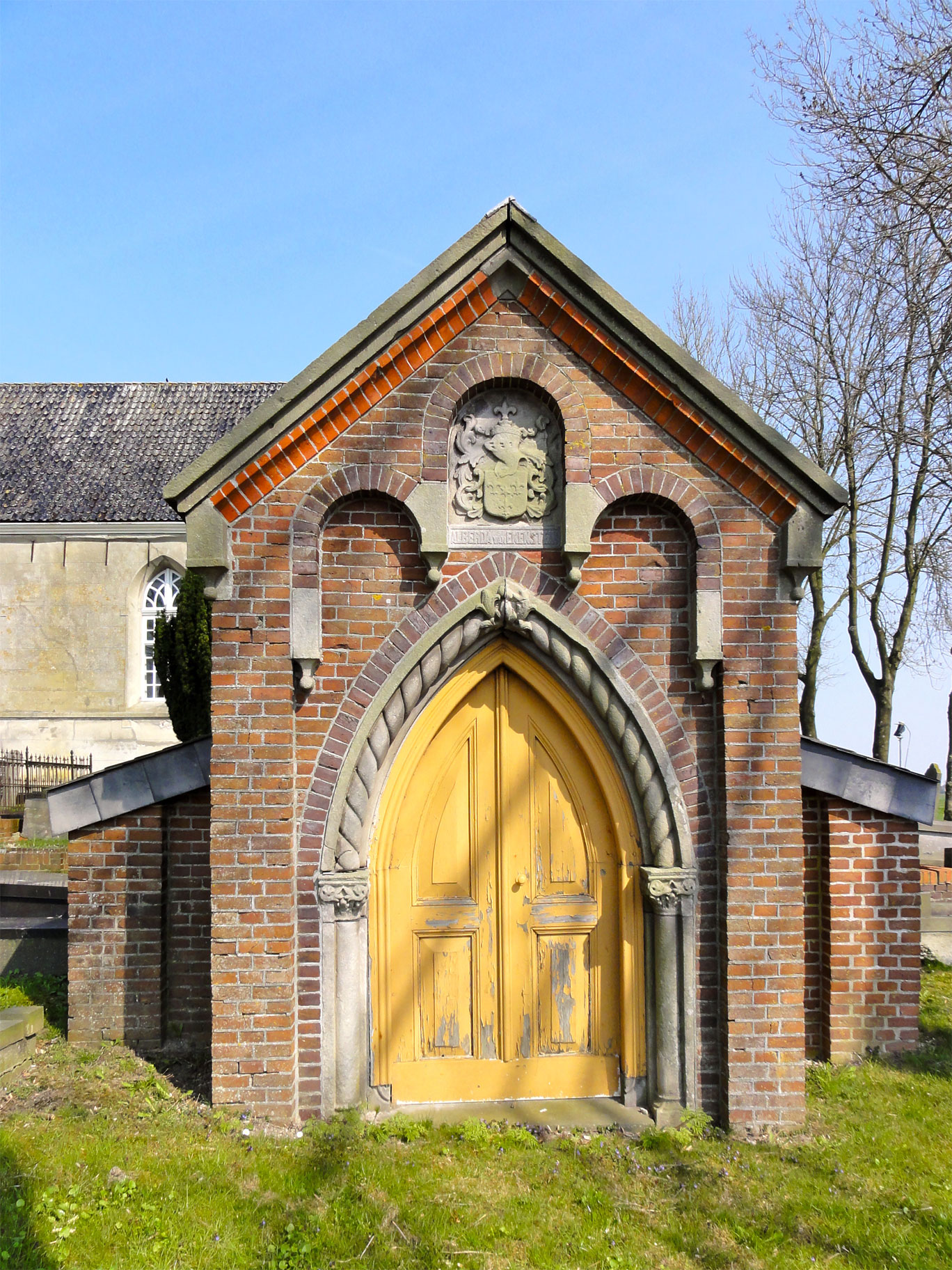
Grafkelder Alberda van Ekenstein